# حقوق الإنسان في كردستان العراق
تُشير حقوق الإنسان في كردستان العراق إلى مسألة حقوق الإنسان في منطقة الحكم الذاتي كردستان العراق الواقعة تحت سلطة حكومة إقليم كردستان منذ عام 1992.

## حسب وسائل الإعلام
ذكرت هيومن رايتس ووتش أن الصحفيين في كردستان العراق الذين ينتقدون الحكومة الإقليمية مُعرضون للكثير من العنف بل مهددون برفع دعاوى قضائية ضدهم مما يدفع الكثير منهم إلى مغادرة البلاد خوفا على مهنتهم وحياتهم. تعرض العديد من الصحفيين للتهديد بالقضاء بسبب نشرهم لمعلومات ومقالات حول شخصيات سياسية متورطة في قضايا فساد سياسي في المنطقة.

## التسامح الديني في كردستان
يرى النائب البريطاني روبرت هالفون كردستان
باعتبارها منطقة أكثر تسامحا مع المسلمين مقارنة بباقي البلدان الإسلامية في الشرق الأوسط. [بحاجة لمصدر أفضل] بالرغم من ذلك؛ تُعاني باقي الطوائف في المنطقة بما في ذلك الآشوريين، المسيحيين، اليزيديين، اليارسانيين، المندائيين ثم الشبك.

## حقوق الأقليات في كردستان
على الرغم من أن برلمان إقليم كردستان معترف به رسميا من الأقليات الأخرى إلا أن الآشوريين، التركمان، العرب، الأرمن، الشبك واليزيديين طالموا اتُهموا بمحاولة تكريد المنطقة. فمثلا أبلغ بعض الآشوريين المسؤولين الأكراد بأن الحكومة تردد في إعادة بناء القرى الآشورية في المنطقة في حين تُصر على بناء مستوطنات للكرد وتُحاول العناية بهم في كل مرة كما توفر لهم مميزات خاصة مقارنة بباقي الطوائف الدينية. في عام 2008؛ خُصصت معظم المناصب في البرلمان الكردي للأكراد فيما مُنع الآشوريين من ترشيح مرشحيهم لنيل معقد في البرلمان.
غالبا ما يُشكل الحزب الديمقراطي الكردستاني الحكومة الإقليمية الكردية كما اتهم بعدة محاولات لتكريد المنطقة خاصة في تلك المناطق التي لا يُشكل فيها الأكراد الأغلبية مثل سهول نينوى وكركوك وذلك من خلال توفير الدعم المالي للأكراد الذين يريدون الاستقرار في تلك المناطق.
ذكرت هيومن رايتس ووتش أن المسيحيين والأقليات الأخرى كانوا ضحية السلطات الكردية بسبب تطبيق الحكومة لأساليب قاسية بما في ذلك الاعتقال التعسفي والاحتجاز والتخويف لكل شخص يُعارض الخطط التوسعية للأكراد. يُؤكد بعض الآشوريين أن مجموعات منتظمة من الأكراد نفذت هجمات واسعة النطاق على المسيحيين في عام 2008 قرب الموصل ارتكبت وذلك «بهدف تقويض الثقة في الحكومة المركزية وقوات الأمن» وفي نفس الوقت تعزيز الثقة في حكومة إقليم كردستان. لكن وفي المقابل فقد نفت حكومة كردستان كل تلك الادعاءات.

## حقوق المرأة
في الواقع، المرأة في كردستان تتعرض للإذلال التام من بداية حياتها حتى الكبر, حيث نرى في الكثير من الاحيان في الصحف العالمية, امرأة أو فتاة تُقتل في اقليم كردستان لحماية المزعوم بشرف الرجلٍ. ويكون القتلة من المقرّبين لها (مثل: ابوها-اخوها-خالها-عمها). فمثلاً في يوم 18 مارس من عام 2022، قُتلت شابة تبلغ من العمر 20 عامًا على يد شقيقها بسبب تحدثها لزميلها في المدرسة.
وعادةً تقع العديد من الجرائم ضد المرأة في مناطق الريفية, ففي تلك المناطق يكون نسبة العنف ضد المرأة بنسبة عالية ,وعادةً تكون الجرائم متمثلا في (الاغتصاب- الضرب-الاهانة اللفظية- هتك عرضها-التحرش).
في الحقيقة, منذ دخول شبكة الانترنت الى اقليم كردستان وقد اصبح الوعي عند النساء والفتايات عالي الى نسبة ما حول حقوقهن وكيفية حمايتها, وقد اصبح للنساء حق للمشاركة في القوى العاملة أكثر من أي وقت مضى، وهو أمرٌ يجب أن نشيد به ونشجعها على ذلك.

## حقوق المثليين
بتاريخ 4 من شهر سبتمبر من عام 2022، قد قام أعضاء حكومة إقليم كردستان في جمهورية العراق إلى البرلمان بطرح مشروع بقانون لمعاقبة أي فرد أو مجموعة تدافع عن حقوق المثليين، ومزدوجي الجنس، ومتغيّري النوع الاجتماعي (مجتمع الميم). وتفيد بعض التقارير بأن مشروع القانون يكتسب زخما بين أعضاء البرلمان.
وبالاشارة الى ذلك القانون أي شخص يدافع عن حقوق مجتمع الميم أو "يدعو إلى المثلية الجنسية" فسوف يواجه عقوبة السجن حتى عام، وغرامة تصل إلى خمسة ملايين دينار عراقي (3,430 دولار أمريكي). كما ان المشروع بقانون سيعلق، لمدة تصل إلى شهر، اي ترخيص لشركات الإعلام وللمنظمات المجتمع المدني التي "تدعو إلى المثلية الجنسية".
وفي حالة اذا قد تم إقراره، سيعرّض القانون حرية التعبير في إقليم كردستان العراق للخطر وسيقضي على النقاش العام حول الجندر والجنسانية. حتى مع تعرض مجتمع الميم في العراق للعنف الفظيع، بما في ذلك القتل، طوال عقدين من الزمن، كان إقليم كردستان العراق مكانا يسهل الوصول إليه نسبيا للنشاط.